# Хондурас на Светском првенству у атлетици на отвореном 2009.
Хондурас је на Светском првенству у атлетици на отвореном 2009. одржаном у Берлину 15. до 23. августа учествовао дванаести пут, односно учествовао је на свим првенствима до данас. Репрезентацију Хондураса представљало је двоје такмичара (1 мушкарац и 1 жена) у две дисциплине.
На овом првенству Хондурас није освојио ниједну медаљу, нити је оборен неки рекорд (национални, лични, сезоне).

## Учесници
| Мушкарци: - Роландо Паласиос — 100 м, 200 м | Жене: - Хеими Бернардези — 100 м препоне |  |

## Резултати

### Мушкарци
| Атлетичар        | Дисциплина | Лични рекорд         | Квалификације | Квалификације | Група     | Група     | Полуфинале           | Полуфинале           | Финале               | Финале       | Детаљи |
| Атлетичар        | Дисциплина | Лични рекорд         | Резултат      | Место         | Резултат  | Место     | Резултат             | Место                | Резултат             | Место        | Детаљи |
| ---------------- | ---------- | -------------------- | ------------- | ------------- | --------- | --------- | -------------------- | -------------------- | -------------------- | ------------ | ------ |
| Роландо Паласиос | 100 м      | 10,22 (+0.,3 м/с) НР | 10,28 кв, ЛРС | 5. у гр 8     | 10,24 ЛРС | 6. у гр 5 | Није се квалификовао | Није се квалификовао | Није се квалификовао | 23 / 90 (92) |        |
| Роландо Паласиос | 200 м      | 20,40 (-0.9 м/с) НР  | 20,83 КВ      | 3. у гр 7     | 20,69 КВ  | 3. у гр 2 | 20,67 ЛРС            | 7. у гр 1            | Није се квалификовао | 14 / 59 (67) |        |

### Жене
| Атлетичарка      | Дисциплина    | Лични рекорд | Квалификације | Квалификације | Група                 | Група                 | Полуфинале            | Полуфинале            | Финале                | Финале       | Детаљи |
| Атлетичарка      | Дисциплина    | Лични рекорд | Резултат      | Место         | Резултат              | Место                 | Резултат              | Место                 | Резултат              | Место        | Детаљи |
| ---------------- | ------------- | ------------ | ------------- | ------------- | --------------------- | --------------------- | --------------------- | --------------------- | --------------------- | ------------ | ------ |
| Хеими Бернардези | 100 м препоне | 13,83        | 14,53         | 6. у гр 5     | Није се квалификовала | Није се квалификовала | Није се квалификовала | Није се квалификовала | Није се квалификовала | 37 / 37 (40) |        |